# Osbert Sitwell
Sir Francis Osbert Sacheverell Sitwell, V baronetto (Londra, 6 dicembre 1892 – Montegufoni, 4 maggio 1969), è stato uno scrittore britannico.

## Biografia
I suoi genitori erano Sir George Reresby Sitwell, genealogista ed antiquario, e Lady Ida Emily Augusta (nata Denison). Era il secondo dei tre figli della coppia; la sorella maggiore, Dame Edith Louisa Sitwell ed il fratello minore, Sir Sacheverell Sitwell avevano, come lui, la passione per l'arte e della letteratura. Cresciuto nella residenza di famiglia a Renishaw Hall, nel Derbyshire, ed a Scarborough, studiò presso l'Eton College dal 1906 al 1909.

### Carriera militare
Nel 1911 Osbert Sitwell si unì ai Sherwood Rangers ma, non essendo ritenuto adatto a diventare un ufficiale di cavalleria, fu trasferito alle Grenadier Guards, presso la Torre di Londra; nel tempo libero frequentava teatri, gallerie d'arte e simili. Più tardi, nel 1914, agli inizi della prima guerra mondiale, venne mandato nelle trincee francesi, presso Ypres. Lì scrisse il suo primo componimento poetico Some instinct, and a combination of feelings not hitherto experienced united to drive me to paper ("Certi istinti ed una combinazione di sentimenti non ancora sapientemente uniti che mi guidarono verso i fogli di carta"). La sua opera successiva, "Babel", venne pubblicata da The Times l'11 maggio 1916. Nello stesso anno, avviò collaborazioni letterarie con i fratelli Edith e Sacheverell, dando vita al gruppo letterario The Sitwells.

### Carriera letteraria
Nel 1918 lo scrittore abbandonò l'esercito con il grado di capitano, dedicandosi esclusivamente alla poesia, alla critica d'arte ed al giornalismo. Assieme al fratello Sacheverell sponsorizzò una mostra sulle opere di Henri Matisse, Maurice Utrillo, Pablo Picasso e Amedeo Modigliani. Il compositore William Turner Walton, amico di Sacherell, beneficiò del talento di Osbert, che gli compose il testo del libretto della sua opera musicale Belshazzar's Feast (La festa di Baldassarre). Lo scrittore pubblicò in seguito due libri di poemi: Argonaut and Juggernaut (1919) e At the House of Mrs Kinfoot (A casa della signora Kinfoot, 1921). A metà degli anni venti incontrò David Horner, che fu il suo compagno per gran parte della sua vita.
Nel 1924 lo scrittore pubblicò la sua prima opera di fantasia, Triple Fugue. Nel 1925 scrisse Discursions on Travel, Art and Life (Discussioni sui viaggi, l'arte e la vita), che trattava dei viaggi compiuti in Italia e Germania. Nel 1926 uscì il suo primo romanzo, Before the Bombardment (Prima del bombardamento) che venne accolto favorevolmente, a differenza di quelli successivi: The Man Who Lost Himself (L'uomo che perse se stesso, 1929), Miracle on Sinai (Miracolo sul Sinai, 1934) e Those Were the Days (Quelli erano giorni, 1937). In seguito scrisse Open the Door (Apri la porta, 1940), A Place of One's Own (Un posto per sé, 1940), Selected Poems (raccolta di poesie personali, 1943) e il saggio Sing High, Sing Low (Canta forte, canta piano 1944).
Alla morte del padre, avvenuta nel 1943, Osbert Sitwell ereditò il suo titolo di baronetto; nel frattempo iniziò a redigere un'autobiografia, composta in totale da cinque volumi: Left Hand, Right Hand (Mano sinistra, mano destra, 1943), The Scarlet Tree (L'albero scarlatto, 1946), Great Morning (Gran mattino, 1948), Laughter in the Next Room (Risata nella prossima stanza, 1949) e Noble Essences: a Book of Characters (Nobili essenze: un libro di personaggi, 1950).
Sitwell, al momento della pubblicazione dell'autobiografia, aveva stretto molte amicizie con persone influenti dell'alta società, in particolare con la moglie di re Giorgio VI, la regina consorte Elisabetta. Quando il fratello di Giorgio VI, re Edoardo VIII, abdicò, egli scrisse un poema, Rat Week, in cui attaccava quegli "amici" del re che lo abbandonarono dopo la scoperta del legame sentimentale del sovrano inglese con Wallis Simpson. Il poema (ora conservato all'Eton College) fu pubblicato in maniera anonima, generando una sorta di scandalo. Sitwell appoggiò la conservazione delle costruzioni georgiane e riuscì a salvare la Sutton Scarsdale Hall, ora appartenente all'English Heritage. Inoltre, fu fondatore e membro attivo del Gruppo Georgiano.
Lo scrittore ricevette parecchi premi letterari negli anni cinquanta. Nel 1962 portò a termine la postfazione delle sue autobiografie, Tales my Father Taught Me (Racconti che mi narrò mio padre), e l'anno successivo pubblicò il suo ultimo libro, Pound Wise.
Negli ultimi anni di vita, Sitwell era affetto dalla malattia di Parkinson. Morì nel castello ereditato dal padre a Montegufoni, presso Montespertoli (provincia di Firenze).

## Opere
- Triple Fugue (1924)
- Discursions on Travel, Art and Life (1925)
- Before the Bombardment (1926)
- The Man Who Lost Himself (1929)
- Collected Poems and Satires (1931)
- Miracles on Sinaï (1934)
- Penny Foolish: A Book of Tirades and Panegyrics (1935)
- Those Were the Days (1937)
- A Place of One's Own (1940)
- Selected Poems (1943)
- Left Hand! Right Hand! (1944)
- Sing High, Sing Low (1944)
- The Scarlet Tree (1946)
- Four Songs of the Italian Earth (1948)
- Great Morning (1947)
- Laughter in the Next Room  (1948)
- Noble Essences (1950)
- The Four Continents" (1951) (I quattro continenti, traduzione di Marcella Hannau, Longanesi, Milano, 1955)
- Tales My Father Taught Me (1962)
- Pound Wise (1963)